# パーリンノイズ

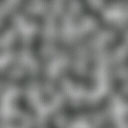
3次元パーリンノイズの2次元スライス

パーリンノイズ（英: Perlin noise）とは、コンピュータグラフィックスのリアリティを増すために使われるテクスチャ作成技法。擬似乱数的な見た目であるが、同時に細部のスケール感が一定である。このため制御が容易であり、各種スケールのパーリンノイズを数式に入力することで多彩なテクスチャを表現できる。パーリンノイズによるテクスチャは、CGIで自然な外観を物に与えるためによく使われる。
ケン・パーリンが Mathematical Applications Group, Inc. で勤務しているときに開発した。彼はこの業績により、1997年、映画芸術科学アカデミーからアカデミー科学技術賞（Technical Achivement）を受賞した。
パーリンノイズは (x,y,z) または (x,y,z,time) の関数として実装され、事前に計算された勾配に従って内挿を行い、時間的/空間的に擬似乱数的に変化する値を生成する。ケン・パーリンは2002年に実装を改善し、より自然に見えるようにした（外部リンク参照）。
パーリンノイズは、コンピュータグラフィックスで炎や煙や雲を表現するのによく使われている。また、メモリ使用量が少ないため、メモリ容量が小さい場面でのテクスチャ生成にも使われ、パソコンゲームでのリアルタイムCG生成時にGPU上で使われることが増えている。
2001年、パーリン氏はパーリンノイズの制限に対処した、n次元対応と高次元での計算オーバーヘッドを低くしたシンプレックスノイズ(英語: en:Simplex noise)を発表した。